# كارليس ماركو
كارليس ماركو (بالإسبانية: Carles Marco)‏ مواليد 23 سبتمبر 1974 في بادالونا، إسبانيا، هو لاعب كرة سلة إسباني سابق. بدأ مسيرته الاحترافية في سنة 1994. لعب مع نادي أوفييدو لكرة السلة في الدوري الإسباني لكرة السلة الدرجة الثانية. حقق المركز الثاني في بطولة أمم أوروبا لكرة السلة 2003. اعتزل اللعب في 2009.

## المسيرة الاحترافية
لعب مع خيخون لكرة السلة من سنة 1996 إلى 1998، ثم لعب مع بلد الوليد في الدوري الإسباني من سنة 1998 إلى 2002، ثم لعب مع جوفينتوت بادالونا من سنة 2002 إلى 2005، ثم لعب مع إشبيلية في الدوري الإسباني من سنة 2005 إلى 2007، ثم لعب مع ليون في موسم 2007–2008، ثم لعب مع باسكت مانريسا في الدوري الإسباني في سنة 2008، ثم لعب مع باسكت سرقسطة 2002 في سنة 2008.

## روابط خارجية
- كارليس ماركو على موقع الاتحاد الدولي لكرة السلة (الإنجليزية)
- كارليس ماركو على موقع الدوري الإسباني لكرة السلة (الإسبانية)
- كارليس ماركو على موقع كرة السلة الأوروبية.كوم (الإنجليزية)
- كارليس ماركو على موقع ريلجم (الإنجليزية)
- كارليس ماركو على موقع بروبوليرز (الإنجليزية)
- كارليس ماركو على موقع سبورتس رفرنس (الإنجليزية)